# Château-Thierry

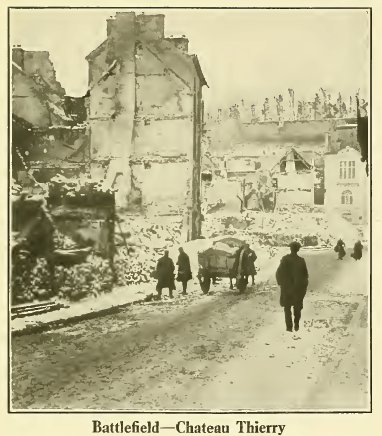
Foto över slaget vid chateau Thierry 1918. Fotot taget 1920.

Château-Thierry är en kommun i departementet Aisne i regionen Hauts-de-France i norra Frankrike. Kommunen ligger  i kantonen Château-Thierry som ligger i arrondissementet Château-Thierry. År 2022 hade Château-Thierry 15 068 invånare.

## Befolkningsutveckling
Antalet invånare i kommunen Château-Thierry
Referens: INSEE